# 斯圖普尼齊亞
49°25′53″N 23°19′21″E / 49.43139°N 23.32250°E
斯圖普尼齊亞（烏克蘭語：Ступниця），是烏克蘭的村落，位於該國西部利沃夫州，由德羅霍貝奇區負責管轄，始建於1430年，面積24平方公里，2022年人口494，人口密度每平方公里23.04人。